# My Voyage to Italy
My Voyage to Italy (Italiano: Il mio viaggio in Italia) é um documentário pessoal do cineasta Martin Scorsese. O filme é um viagem pela história do cinema italiano. Foi lançado em 1999 e têm a duração de quatro horas.